# Thyene longula
Thyene longula är en spindelart som först beskrevs av Simon 1902.  Thyene longula ingår i släktet Thyene och familjen hoppspindlar. Inga underarter finns listade i Catalogue of Life.